# Zöld Nap Egyesület
A Zöld Nap Egyesület egy környezetvédelmi, szakmai-tudományos szervezet, amely 2009 nyarán jött létre. Az egyesület csapata ökológusból, gazdasági szakemberekből, képzőművészekből áll, de vannak köztük pedagógusok, mérnökök és szociológus is. Nincs alárendelve semmilyen más jogi személynek, működése demokratikus elvek alapján történik. Nyitott, érzékeny társulat, 17 fő taggal és 25 önkéntessel. 2019-ig több mint 1000 eseményt szerveztek.

## Az egyesület céljai
- A környezettudatos gondolkodás terjesztése.
- A háromszéki társadalomban tudatosítsuk, hogy az ökológiai és a társadalmi problémák kölcsönhatásban állnak egymással.
- A háromszéki civil öntudat építése. Annak tudatosítása a székelyföldi társadalomban, hogy a civil szervezetek szemlélet- és társadalomformáló erejükből következően sokat tehetnek az ökológiai-társadalmi problémák megoldása érdekében. Tevékenységeik köre mindaz, ami a környezet- és természetvédelemmel foglalkozik: ismeretterjesztő előadásokat és szakköröket tartanak, túrákat és táborokat szerveznek.[2]

## Tevékenysége
2009. augusztus végén volt az első rendezvényük, egy többnapos pataktisztítási akció, ahol négy traktor-utánfutónyi szemetet gyűjtöttek össze a patakmederből és a patakpartról. 
Tevékenységeikből néhány: természeti értékek megóvása, sportprogramok, kerékpártúrák lebonyolítása, Nemere Útja zöldút építése, önkéntesek bevonása, szervezése, környezet és természetvédelmi programok, rendezvények szervezése, kiadványok készítése, publikációk közreadása, előadások, programok általános-, középiskolásoknak, felsőfokú oktatásban résztvevőknek, együttműködés a civil szektor más szakterületeinek képviselőivel.
Néhány olyan eseményt, kampányt emelnék ki, amely nagyobb tömeget vonzott, és híre a megyén kívülre is elszárnyalt: A Tavaszi Zöld Napokat említeném elsőként: több mint hatszázan kapcsolódtak be, kicsik nagyok egyaránt. A háromnapos rendezvény legnagyobb akciója 1153 facsemete elültetése volt Kézdivásárhely területén. 2010 őszén egy játszótér építését vették tervbe. A szükséges kellékek beszerzéséhez az anyagi keretet jótékonysági estekkel és a helyi református egyházközséggel begyűlt perselypénzből biztosították. A játszóteret a 2-es számú óvoda udvarára állították fel. Évente nagy népszerűségnek örvendő tematikus fotópályázatot szerveznek. Alkalmanként több száz versenyző alkotása érkezik be. A legjobb fotókból minden évben színes falinaptárt készítenek. A Vásárolj Helyi Terméket kampány hatalmas sikert aratott és több részből állt: egy háromnyelvű videó készült, amelyben huszonegy civilszervezet képviselője szólal meg, a videót csak a Youtube internetes portálon huszonegyezren tekintették meg. Elkészítették a Kézdivásárhelyt és a Nemere Útját népszerűsítő reklámfilmet, amelyben bemutatásra kerültek régió értékei és a nevezetességei is. Több környező település eseményein vannak jelen zöld nap standjukkal. 
2011 őszén elkészítették a Nemere Útja zöldutvonalat (www.nemere.zoldnap.info). Kovászna megye és Háromszék turisztikai, gazdasági életét a térség egyedi jellege határozza meg: gazdag turisztikai potenciál, multikulturalitás, kulturális örökség. A közelmúlt gazdasági, társadalmi átalakulásai és a világgazdasági trendekhez való felzárkózás új kihívás elé állított minden idegenforgalommal foglalkozó ágazatot. Egyre fontosabbá válik azoknak a módszereknek, stratégiáknak a kidolgozása, melyek az ágazat eredményességét növelik, hosszú távon, szinten tartják. A jövőben nagyobb hangsúlyt fektetnek a pályázatfigyelésre, a pályázati lehetőségekre. Zöld Napok névvel 2011.–től kiadják a háromhavonta megjelenő ingyenes újságukat. 2010 Október közepén a Magyar Civil Szervezetek Erdélyi Szövetsége (MCSZESZ) tizedik alkalommal szervezte meg az ÉV Civil Szervezete Díjat és az egyesület a harmadik helyezést érte el.
Továbbra is részt vesznek az Erasmus+ Programban (régen Fiatalok Lendületben Program), mint EVS küldő és fogadó szervezet, valamint ifjúsági cserékben is jelen vannak. Hazai és külföldi önkéntes lehetőségek és képzések biztosításán keresztül a hozzájuk kapcsolódó fiatalok elhelyezkedési esélyei javulnak, munkaerőpiacon is értékes kompetenciáik fejlődnek, nyelvtudásuk erősödik. Nemzetközi programjaikon keresztül közösségünk tagjaiból aktív állampolgárok válnak, akiknél megfigyelhető a sztereotípiák csökkenése, a kreativitás és a vállalkozó kedv növekedése. Számos, hozzánk kapcsolódó pályakezdő munkanélküli tudott elhelyezkedni a munkaerőpiacon az ők önkéntes programjaikon való részvételt követően, mely bizonyítja, hogy az ott szerzett kompetenciáik tényleg értékesek. Így egyesületük tevékenységén keresztül hosszú távon bővülhet a foglalkoztatottság is.
További események: olajgyűjtési akció, hulladékgyűjtés, fotópályázat a természet szépségére és értékeinek megóvására, civil szervezetek találkozóinak szervezése, a környezettudatos gondolkodást népszerűsítése, nevelő munka iskolákban és óvodákban, jótékonysági estek rendezése (ruhagyűjtés, játszótér építés).
2017-ben nyolcadszor rendezték meg a Tavaszi Zöld Napok című rendezvényt.